# Культенко Артем Валерійович
Артем Валерійович Культенко (нар. 8 січня 1984, Черкаси) — український підприємець, громадський діяч, політик. Народний депутат України IX скликання.

## Життєпис
Артем Культенко народився 8 січня 1984 року у місті Черкаси. Ще у шкільні роки Культенко з батьками переїхав до Києва, де й закінчив школу №323.
Навчався у Київському національному університеті технологій і дизайну на факультеті економіки, згодом перевівся до Полтавський університет споживчої кооперації України за спеціальністю «Маркетинг».
Культенко є співзасновником компанії з гуртової торгівлі «Будмашсервіс», в якій раніше також був генеральним директором, та «Кьортіс груп» — транспортне оброблення вантажів. Також займається кондитерським бізнесом, був власником мереж «Львівські пироги» та «Ваша львівська кав'ярня» у Дарницькому районі Києва. До того займався підприємництвом у сфері мобільного зв'язку.
З 2014 року Культенко є співзасновником та керівником громадської організації «Спілка інвесторів транспортної інфраструктури Києва». Організація має активну позицію щодо МАФів і паркувальних майданчиків, а у березні 2018 року організувала брифінг проти демонтажу 872 МАФів у Києві. У тому ж році на позачергових місцевих виборах він балотувався до Київської міської ради від «Партії ветеранів Афганістану» як безпартійний за 8 округом (Дарницький район).
За інформацією деяких ЗМІ, діяча активно підтримує громадська організація «Громадянський корпус», президентом якої є проросійський політик Роман Солодкий, з яким Культенко має спільний бізнес з київськими МАФами і паркувальними майданчиками.
У 2016 році Артем Культенко вступив до Київської духовної семінарії УПЦ московського патріархату.
У 2019 році Культенко був обраний Народним депутатом України у багатомандатному виборчому окрузі від партії «Слуга народу» (№ 51 у виборчому списку). На час виборів: тимчасово не працює, безпартійний. Проживає в Києві.
Заступник голови Комітету Верховної Ради України з питань Регламенту, депутатської етики та організації роботи Верховної Ради України.